# 4 × 100 meter stafett för damer i friidrott vid olympiska sommarspelen 1984
4 x 100 meter stafett för damer vid olympiska sommarspelen 1984 i Los Angeles avgjordes 11 augusti. 

## Medaljörer
| Gren          | Guld                                                                         | Guld  | Silver                                                                           | Silver | Brons                                                                                     | Brons |
| 4 x 100 meter | USA · Alice Brown · Jeanette Bolden · Chandra Cheeseborough · Evelyn Ashford | 41,65 | Kanada · Angela Bailey · Marita Payne · Angella Taylor-Issajenko · France Gareau | 42,77  | Storbritannien · Simmone Jacobs · Kathy Smallwood-Cook · Beverley Goddard · Heather Hunte | 43,11 |

## Resultat

### Final
- Hölls 11 augusti 1984

| Placering | Land                | Löpare                                                                      | Tid   |
| --------- | ------------------- | --------------------------------------------------------------------------- | ----- |
|           | USA                 | • Alice Brown • Jeanette Bolden • Chandra Cheeseborough • Evelyn Ashford    | 41,65 |
|           | Kanada              | • Angela Bailey • Marita Payne • Angella Taylor-Issajenko • France Gareau   | 42,77 |
|           | Storbritannien      | • Simone Jacobs • Kathy Cook • Beverley Callender • Heather Oakes           | 43,11 |
| 4.        | Frankrike           | • Rose Aimee Bacoul • Liliane Gaschet • Mane France Loval • Raymonde Naigre | 43,15 |
| 5.        | Västtyskland        | • Edith Oker • Michaela Schabinger • Heidi-Elke Gaugel • Ute Thimm          | 43,57 |
| 6.        | Bahamas             | • Eldece Clarke • Pauline Davis • Debbie Greene • Oralee Fowler             | 44,18 |
| 7.        | Trinidad och Tobago | • Janice Bernard • Gillian Forde • Ester Hope-Washington • Angela Williams  | 44,23 |
| 8.        | Jamaica             | • Juliet Cuthbert • Grace Jackson • Veronica Findlay • Merlene Ottey        | 53,54 |

### Semifinaler
- Hölls 11 augusti 1984

#### Heat 1
| Placering | Land           | Löpare                                                                      | Tid   |
| --------- | -------------- | --------------------------------------------------------------------------- | ----- |
| 1.        | Jamaica        | • Janet Burke • Grace Jackson • Veronica Findlay • Merlene Ottey            | 43,05 |
| 2.        | Storbritannien | • Simone Jacobs • Kathy Cook • Beverley Callender • Heather Oakes           | 43,47 |
| 3.        | Frankrike      | • Rose Aimee Bacoul • Liliane Gaschet • Mane France Loval • Raymonde Naigre | 43,64 |
| 4.        | Bahamas        | • Eldece Clarke • Pauline Davis • Debbie Greene • Oralee Fowler             | 44,15 |
| 5.        | Thailand       | • Ratjai Sripet • Wallapa Tangjitnusom • Jaree Patarach • Wassana Panyapuek | 45,62 |

#### Heat 2
| Placering | Land                | Löpare                                                                     | Tid   |
| --------- | ------------------- | -------------------------------------------------------------------------- | ----- |
| 1.        | USA                 | • Alice Brown • Jeanette Bolden • Chandra Cheeseborough • Evelyn Ashford   | 42,59 |
| 2.        | Kanada              | • Angela Bailey • Marita Payne • Angella Taylor-Issajenko • France Gareau  | 43,53 |
| 3.        | Västtyskland        | • Edith Oker • Michaela Schabinger • Heidi-Elke Gaugel • Ute Thimm         | 44,30 |
| 4.        | Trinidad och Tobago | • Janice Bernard • Gillian Forde • Ester Hope-Washington • Angela Williams | 44,78 |
| 5.        | Ghana               | • Armah, Grace • Mensah, Mary • Quartey, Cynthia • Wiredu, Doris           | 45,20 |
| 6.        | Gambia              | • Jabou Jawo • Amie Ndow • Victoria Decker • Georgiana Freeman             | 47,18 |